# Мартоун, Илэйн
Илэйн Мартоун (Elaine L. Martone) — американский продюсер звукозаписи. Она записала альбомы с несколькими крупнейшими американскими симфоническими оркестрами, классическими и джазовыми музыкантами и получила шесть премий «Грэмми», в том числе три премии «Продюсер года».

## Биография
Мартоун родилась в Рочестере, штат Нью-Йорк, и выросла на Лонг-Айленде. Она училась игре на гобое в колледже Итаки, получив степень бакалавра музыки в 1979 году.

## Карьера
Мартоун начала свою продюсерскую карьеру в компании Telarc Records в 1980 году, готовя к выпуску классические и джазовые записи. Со временем она стала исполнительным вице-президентом по производству, и эта должность продлилась до 2009 года, когда новые владельцы компании уволили ее вместе с десятками коллег. С тех пор она самостоятельно выпускает пластинки и проводит музыкальные фестивали на лейбле Sonarc. Среди ее клиентов — Third Coast Percussion, Симфонический оркестр Атланты, джазовые пианист Дэйв Брубек и басист Рэй Браун.
С 2012 по 2019 год она была продюсером Музыкального фестиваля Ojai Music Festival в Охай (Калифорния, США). Начиная с 2011 года, она продюсировала фестиваль «Весна для музыки», серию фестивалей в Карнеги-холле, в центре которой были инновации.
Мартоун часто выпускала альбомы для Кливлендского оркестра, за что была удостоена нескольких премий «Грэмми» и номинаций. Во время пандемии COVID-19 она продюсировала виртуальный сезон оркестра. В 2005 году она получила премию «Грэмми» в номинации «Лучший джазовый инструментальный альбом» за альбом Маккоя Тайнера Illuminations. В 2006 году она получила премию «Латинскую Грэмми» в номинации «Лучший классический альбом» за запись «Рапсодии в голубом» Барселонского симфонического оркестра.

## Награды и номинации
Источник
| Награда             | Год  | Получатель или номинация                                                                  | Категория                       | Результат |
| ------------------- | ---- | ----------------------------------------------------------------------------------------- | ------------------------------- | --------- |
| Grammy Awards       | 1992 | The Music Man                                                                             | Best Show Album                 | Номинация |
| Grammy Awards       | 2005 | Berlioz: Requiem                                                                          | Best Choral Performance         | Победа    |
| Grammy Awards       | 2005 | Illuminations                                                                             | Best Jazz Instrumental Album    | Победа    |
| Grammy Awards       | 2005 | Higdon: City Scape; Concerto for Orchestra                                                | Best Classical Album            | Номинация |
| Grammy Awards       | 2007 | Elaine Martone                                                                            | Producer of the Year, Classical | Победа    |
| Grammy Awards       | 2008 | Vaughan Williams: Symphony No. 5; Fantasia On A Theme By Thomas Tallis; Serenade To Music | Best Surround Sound Album       | Номинация |
| Grammy Awards       | 2010 | Transmigration                                                                            | Best Surround Sound Album       | Победа    |
| Grammy Awards       | 2015 | Elaine Martone                                                                            | Producer of the Year, Classical | Номинация |
| Grammy Awards       | 2015 | Mahler: Symphony No. 2 'Resurrection'                                                     | Best Surround Sound Album       | Номинация |
| Grammy Awards       | 2020 | American Originals 1918                                                                   | Best Classical Compendium       | Номинация |
| Grammy Awards       | 2021 | Elaine Martone                                                                            | Producer of the Year, Classical | Номинация |
| Grammy Awards       | 2022 | Elaine Martone                                                                            | Producer of the Year, Classical | Номинация |
| Grammy Awards       | 2023 | Elaine Martone                                                                            | Producer of the Year, Classical | Номинация |
| Grammy Awards       | 2024 | Elaine Martone                                                                            | Producer of the Year, Classical | Победа    |
| Grammy Awards       | 2025 | Elaine Martone                                                                            | Producer of the Year, Classical | Победа    |
| Latin Grammy Awards | 2006 | Rhapsody in Blue                                                                          | Best Classical Album            | Победа    |

## Личная жизнь
Мартоун живет в Шейкер-Хайтс, штат Огайо (США). Она замужем за продюсером Робертом Вудсом, с которым познакомилась в компании Telarc, одним из основателей которой он являлся и который также лауреат более десяти премий Грэмми. Она занимается бальными танцами.

### Комментарии
1. ↑  Произношение Илэйн Мартоун на церемонии Грэмми в 2024 году[1] и в 2025 году[2].